# Maria Afonso
Maria Afonso (c. 1300 - Odivelas, 1320) foi uma nobre portuguesa, filha bastarda do rei português Dom Dinis.

## Biografia
Maria Afonso era filha natural do rei Dom Dinis. Segundo alguns autores, teve como mãe Branca Lourenço de Valadares, filha de Lourenço Soares de Valadares e irmã de Aldonça Lourenço de Valadares, que viria a ser a mãe de Inês de Castro. Outros, porém, não atribuem a esta barregã qualquer filho do rei, desconhecendo quem deu à luz Maria Afonso.
Foi a única filha do rei a seguir a vida religiosa tendo ingressado como freira no Convento de São Dinis e São Bernardo de Odivelas, conhecido como Mosteiro de Odivelas, mandado erigir pelo pai para acolher freiras da Ordem de Cister. Lá mandou fazer, entre 1312 e 1320, um altar consagrado a Santo André.
Terá sido assassinada com cerca de 20 anos de idade, no Mosteiro de Odivelas onde foi sepultada. O túmulo que lhe é atribuído encontra-se no lado esquerdo do altar-mor da igreja do mosteiro, estando o do pai no lado direito.
Em 2022, estreou na RTP a série histórica, A Rainha e a Bastarda realizada por Sérgio Graciano e com argumento de Patricia Muller que aborda o mistério em torno da sua morte.

## Ligações Externas
- Teaser da série A Rainha e a Bastarda (RTP)